# Subprefeituras da República Centro-Africana

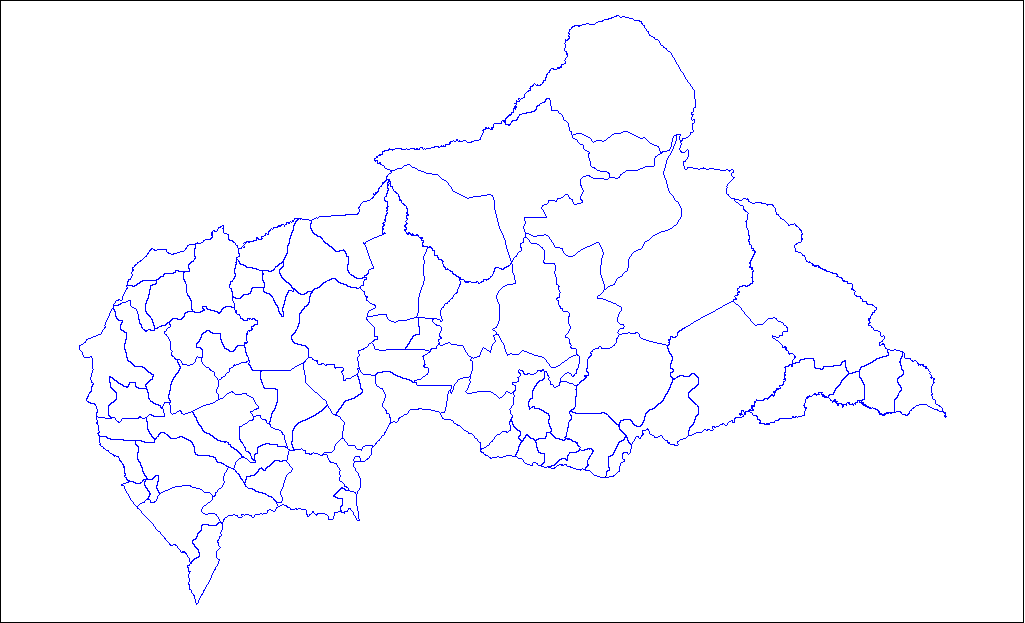
Subprefeituras da República Centro-Africana

As prefeituras da República Centro-Africana são divididas em 71 subprefeituras (Francês: sous-préfectures). As subprefeituras estão listadas abaixo, por Prefeitura.

## Prefeitura de Bamingui-Bangoran
- Bamingui
- Ndélé

## Bangui Commune
- Bangui

## Prefeitura de Basse-Kotto
- Alindao
- Kembé
- Mingala
- Mobaye

## Prefeitura de Haut-Mbomou
- Djemah
- Obo
- Zemio

## Prefeitura de Haute-Kotto
- Bria
- Ouadda
- Yalinga

## Prefeitura de Kémo
- Dekoa
- Sibut

## Prefeitura de Lobaye
- Boda
- Mbaiki
- Mongoumba

## Prefeitura de Mambéré-Kadéï
- Berbérati
- Carnot
- Gamboula

## Prefeitura de Mbomou
- Bakouma
- Bangassou
- Gambo-Ouango
- Rafai

## Prefeitura Económica de Nana-Grébizi
- Kaga-Bandoro
- Mbrès

## Prefeitura de Nana-Mambéré
- Baboua
- Baoro
- Bouar

## Prefeitura de Ombella-M'Poko
- Bimbo
- Boali
- Damara
- Yaloke-Bossembele

## Prefeitura de Ouaka
- Bakala
- Bambari
- Grimari
- Ippy
- Kouango

## Prefeitura de Ouham
- Batangafo
- Bossangoa
- Bouca
- Kabo
- Markounda

## Prefeitura de Ouham-Pendé
- Bocaranga
- Bozoum
- Paoua

## Prefeitura Econômica de Sangha-Mbaéré
- Bambio
- Nola

## Prefeitura de Vakaga
- Birao
- Ouanda Djallé